# Haplusia indica
Haplusia indica är en tvåvingeart som först beskrevs av Rao 1956.  Haplusia indica ingår i släktet Haplusia och familjen gallmyggor. Inga underarter finns listade i Catalogue of Life.